# Banco Agromercantil

Banco Agromercantil, o BAM es el cuarto banco más grande de Guatemala y opera como filial de Bancolombia.
Su operación es a nivel nacional, a 2023 cuenta con una oficina central en la capital, 68 agencias locales y 87 agencias departamentales.

## Historia
El 1 de febrero de 1948 se fundó el Banco Agrícola Mercantil; el 16 de agosto de 1956 se fundó el nombre de Banco del Agro.
El 18 de octubre de 2000 como resultado de la fusión entre: Banco Agrícola Mercantil, Banco del Agro y Corporación del Agro.
En 2015 Se concreta la participación del Grupo Bancolombia, con el 60% de Grupo Agromercantil. El 28 de febrero de 2020 Bancolombia obtiene las autorizaciones regulatorias requeridas para la adquisición del 40% de las acciones del Grupo Agromercantil y consolida el 100% de la participación accionaria de Grupo Financiero Agromercantil que incluye el Banco Agromercantil de Guatemala.